# Bedford Heights
Bedford Heights é uma cidade localizada no estado norte-americano do Ohio, no Condado de Cuyahoga.

## Demografia
Segundo o censo norte-americano de 2000, a sua população era de 11.375 habitantes. 
Em 2006, foi estimada uma população de 10.663, um decréscimo de 712 (-6.3%).

## Geografia
De acordo com o United States Census Bureau tem uma área de 11,7 km², dos quais 11,7 km² cobertos por terra e 0,0 km² cobertos por água.

## Localidades na vizinhança
O diagrama seguinte representa as localidades num raio de 8 km ao redor de Bedford Heights. 